# Association of Zoos and Aquariums
La Association of Zoos and Aquariums (AZA) è un'organizzazione no-profit che si occupa di promuovere lo sviluppo degli zoo e degli acquari pubblici statunitensi.
L'associazione venne fondata nel 1924 col nome di American Association of Zoological Parks and Aquariums, rinominata poi American Zoo and Aquarium Association fino ad assumere l'attuale denominazione.
Le aree di attività principali sono la conservazione delle specie animali, l'educazione del pubblico e le scienze biologiche.